# Tasiluk
Tasiluk [tasiˈluk] (nach alter Rechtschreibung Tasiluk) ist eine grönländische Schäfersiedlung im Distrikt Qaqortoq in der Kommune Kujalleq.

## Lage
Tasiluk liegt an der Spitze einer Halbinsel zwischen dem Igalikup Kangerlua und dem Kangerluarsorujuk. Der nächstgelegene Ort ist Eqalugaarsuit 8,8 km südwestlich.

## Geschichte
In Tasiluk lebten 1955 sechs Personen. 1960 und 1965 waren es jeweils sieben. Drei Schafzüchter besaßen 1966 zusammen rund 2300 Schafe. 1968 lebten acht Personen im Ort.

## Bevölkerungsentwicklung
Tasiluk hatte in den letzten Jahrzehnten meist zwischen drei und fünf Einwohnern. Zwischenzeitlich war die Siedlung drei Jahre unbewohnt. Einwohnerzahlen der Schäfersiedlungen sind letztmals für 2013 bekannt. Tasiluk wird statistisch unter „Farmen bei Eqalugaarsuit“ geführt.